# Coras taugynus
Coras taugynus là một loài nhện trong họ Amaurobiidae.
Loài này thuộc chi Coras. Coras taugynus được Ralph Vary Chamberlin miêu tả năm 1925.